# Abarema macradenia
Abarema macradenia és una espècie de llegum del gènere Abarema de la família Fabaceae.